# Stifter

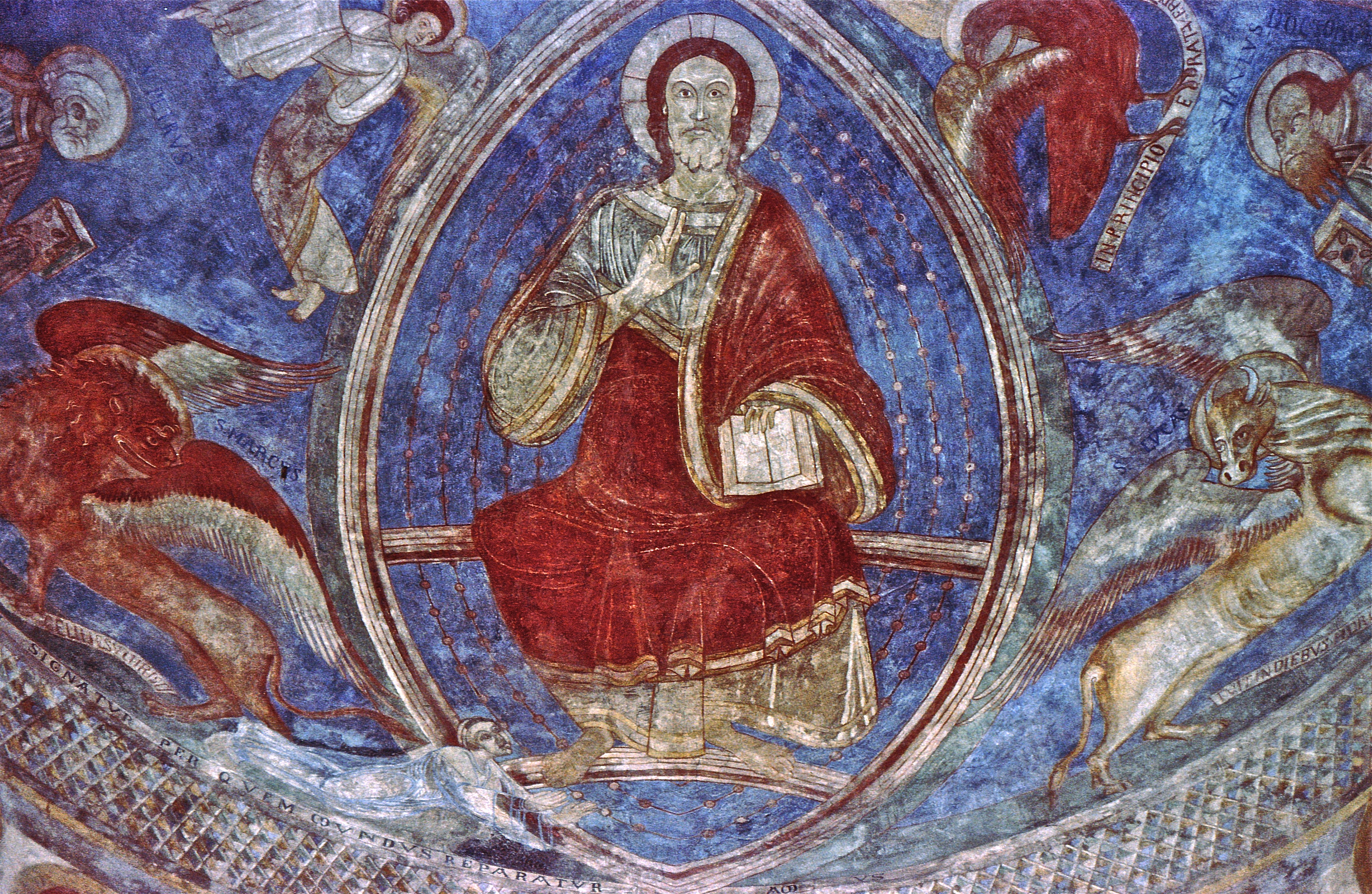
Der Stifter Albert von Aachen zu Füßen Christi – Fresko in der Apsiskalotte der Kirche des Klosters Knechtsteden (um 1150)

Als Stifter oder Ktitor (im orthodoxen Raum aus dem altgriechischen κτήτωρ) bezeichnet man den Gründer eines Stifts oder Erbauer eines Bauwerks oder einer Kultstätte (Stifterfigur), später auch jemanden, der das Geld dazu gegeben hat. Auf Gemälden seit dem Mittelalter erscheint manchmal der Stifter dargestellt, eventuell mit Angehörigen.
Heutzutage ist ein Stifter jemand, der Vermögen für eine Stiftung hergibt oder zu einer bestehenden Stiftung beiträgt (Beistifter, Zustifter).

## Geschichte

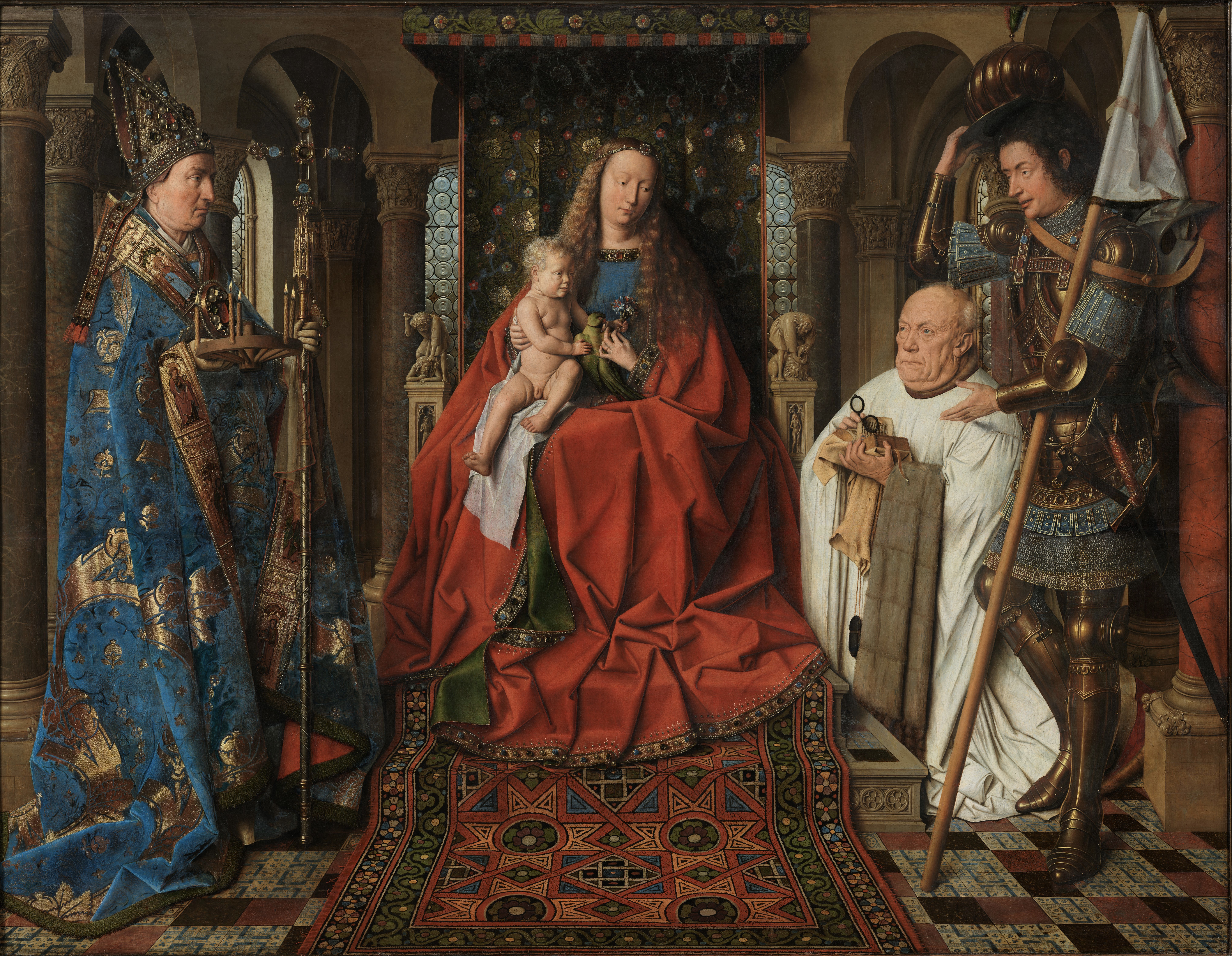
Jan van Eyck: Madonna des Kanonikus Joris van der Paele (1436)

Als sogenannte „Stifterfiguren“ erscheinen Auftraggeber für ein kirchliches Bauwerk oder ein Ausstattungsstück in der kirchlichen Kunst seit frühchristlicher Zeit. Stifter von Kirchen sind häufig mit einem Kirchenmodell als Beigabe ausgezeichnet. So ist beispielsweise die Kaiserin Kunigunde an der Adamspforte des Bamberger Doms dargestellt. Auf kirchlichen Ausstattungsstücken erscheinen Stifter meist betend, im frühen Mittelalter sind sie häufig verschwindend klein neben den Heiligen oder Christus dargestellt. Diese Darstellungsweise – als kleine, in einer der unteren Bildecken angeordneten Figuren – blieb bis ins ausgehende Mittelalter erhalten. Ab dem 15. Jahrhundert traten aber bereits Stifter in annähernd gleicher Größe mit den dargestellten Heiligen auf. Auf den protestantischen Altären der Renaissance werden Stifter häufig auf den Altarflügeln oder auf der Predella dargestellt.
Im 20. Jahrhundert ist der religiöse Beiklang des Begriffes weitgehend verloren gegangen. Als Stifter werden nunmehr Personen bezeichnet, die nennenswerte Sach- oder Vermögenswerte für gemeinnützige Zwecke zur Verfügung stellen. Der allgemeine Sprachgebrauch unterscheidet dabei nicht immer zwischen Stiften (langfristiger Erhalt des Vermögens) und Spenden (zeitnahe Verwendung der Mittel).
Bei den Stiftungen von Ansiedlungen im deutschen Sprachraum sind dabei sowohl kirchliche Stiftungen als auch weltliche von Bedeutung: Neben den frühen Stiftsgründungen, um als Keimzelle sowohl der Grenzkolonisation wie auch der Mission zu dienen, zählen dazu auch die Gründungsstädte des Spätmittelalters oder nach den Türkenkriegen. Diese Vorhaben finanzierte der jeweilige Landesherr als „Stifter“, der sich dadurch Verdienste um sein Seelenheil erwarb, aber auch finanzielle Verdienste als Lehnsherr.

## Begriff (im Stiftungsrecht)
Stifter im engeren, juristischen Sinne ist derjenige, der mit seinem Vermögen eine Stiftung errichtet. Dabei kann es sich sowohl um natürliche Personen als auch um Vereine, Unternehmen oder den Staat handeln.
Traditionell gründeten Stifter die Stiftungen erst mit ihrem Tod durch Testament. Heutzutage werden vier von fünf Stiftungen bereits zu Lebzeiten der Stifter gegründet. Mit einem Teil des Privatvermögens wird eine Stiftung errichtet, die entweder, wie bei der Bill & Melinda Gates Foundation vollkommen selbst verwaltet wird, oder aber als Privatstiftung zu einem bestimmten Zweck von einer Dachgemeinschaft wie beispielsweise dem Kölner Gymnasial- und Stiftungsfonds verwaltet wird. Der Stifter entscheidet, ob nach seinem Ableben sein übriger Besitz in die Stiftung übergeht oder anderweitig vererbt wird.

## Statistik
Laut einer Studie der Bertelsmann-Stiftung (Karsten Timmer: StifterStudie, 2005) hat sich hier in den letzten Jahren eine deutliche Wende vollzogen: Acht von zehn Stiftern werden heute schon zu ihren Lebzeiten aktiv. Sie gründen die Stiftung als Plattform für ein gemeinnütziges Engagement, dessen Schwerpunkte und Inhalte sie selbst bestimmen können.
- Fast 40 Prozent aller Stifter sind unter 60 Jahre alt.
- Zwar stiften viele Vermögende, aber bei weitem nicht alle Stifter sind vermögend: Ein Fünftel besitzt weniger als 250.000 Euro.
- Viele Stiftungen sind mit vergleichsweise geringem Kapital ausgestattet: 43 Prozent verfügen zu Beginn über Einlagen von maximal 100.000 Euro.
- Mehr als 40 Prozent aller Stiftungen tragen nicht den Namen ihres Gründers, bleibende Selbstdarstellung ist also nicht immer das Hauptmotiv.
- Stifter sind überdurchschnittlich gebildet, religiös und kinderlos: 36 Prozent haben einen Hochschulabschluss, zwei Drittel bezeichnen sich als gläubig, 42 Prozent haben keine direkten Nachkommen.
- Die Bevölkerung steht Stiftungen und Stiftern eher zurückhaltend und skeptisch gegenüber: Fast ein Drittel der Deutschen argwöhnt, Stiftungen dienten vor allem dem Zweck, Steuern zu sparen. Nur 40 Prozent sind überzeugt, dass Stiftungen effektiver arbeiten als der Staat.

## Englischer Sprachgebrauch
Englische Bezeichnungen sind donor, benefactor, founder und – als Stifter eines Treuhandvermögens – trustor.